# Veias pericardiofrênicas
As veias pericardiofrênicas são veias do tórax.
1. ↑  Moore, Keith L.; Dalley, Arthur F. (17 de junho de 1999). «Clinically Oriented Anatomy». Lippincott Williams & Wilkins  – via Google Books